# Зінов'єв Олег Валерійович
Оле́г Вале́рійович Зіно́в'єв (Одеса) — український кікбоксер, заслужений майстер спорту України з кікбоксингу (2002).

## Життєпис
Представляв спортивне товариство «Спартак» у ваговій категорії 63,5 кг. Тренери — Микола Семенович Тричев, Юрій Вадимович Бухман, Олексій Олексійович Чмутов, Олег Петрович Друпп.
Має дві вищі освіти: випускник Донецького інституту здоров'я, фізичного виховання і спорту (тренер), Донецького національного університету (юрист).
З 2006 по 2011 рік директор ДЮСШ з кікбоксингу (м. Донецьк). Діючий тренер.
За його участю підготовлено: один заслужений майстер спорту України з кикбоксингу, два майстри спорту та три кандидати в майстри спорту України з кікбоксингу.
Бере активну участь у підготовці спортсменів до міжнародних спортивних змагань з кикбоксингу. Зокрема, на чемпіонаті світу в 2013 році на о. Крит (Греція) кікбоксерами, які тренуються у О.Зінов'єва здобуто 2 золотих медалі, на чемпіонаті світу у 2018 році у м. Монтего Бей (Ямайка) — 2 золотих та 2 срібних медалі.

## Досягнення
- 1995 — чемпіон світу, м. Київ (Україна),
- 1994 — чемпіон світу, м. Донецьк (Україна),
- 1993 — срібний призер чемпіонату світу, м. Будапешт (Угорщина),
- 1992 — бронзовий призер

чемпіонату Європи, м. Кавала (Греція),
- 1994 — чемпіон Європи, м. Гельсінкі (Фінляндія),
- неодноразовий чемпіон України та СНД.